# Xylophorus abnormis
Xylophorus abnormis är en skalbaggsart som beskrevs av Pierre Lesne 1906. Xylophorus abnormis ingår i släktet Xylophorus och familjen kapuschongbaggar. Inga underarter finns listade i Catalogue of Life.